# Џермејн О’Нил
Џермејн О’Нил (енгл. Jermaine O'Neal; Колумбија, Јужна Каролина, 13. октобар 1978) бивши је амерички кошаркаш. Играо је на позицијама крилног центра и центра.
На драфту 1996. одабрали су га Портланд трејлблејзерси као 17. пика.

## Успеси

### Репрезентативни
- Америчко првенство:  2003.
- Игре добре воље:  2001.

### Појединачни
- НБА Ол-стар меч (6): 2002, 2003, 2004, 2005, 2006, 2007.
- Идеални тим НБА — друга постава (1): 2003/04.
- Идеални тим НБА — трећа постава (2): 2001/02, 2002/03.
- Играч НБА који је највише напредовао (1): 2001/02.